# Roy Scheider
Pour les articles homonymes, voir Scheider.
Roy Scheider, né le 10 novembre 1932 à Orange (New Jersey) et mort le 10 février 2008 à Little Rock (Arkansas), est un acteur américain.
Ayant tourné sous la direction de nombreux cinéastes de renom (William Friedkin, Steven Spielberg, John Schlesinger), ses rôles les plus célèbres restent celui du policier des narcotiques Buddy Russo dans French Connection (1971), celui du chef Brody dans Les Dents de la mer (1975) et sa suite (1978), ainsi que celui du capitaine Nathan Bridger dans la série télévisée SeaQuest, police des mers (1993-1996).

## Biographie

### Jeunesse, formation et débuts
La mère de Roy Scheider était d'origine catholique irlandaise et son père d'origine protestante allemande. Enfant il fait ses études à la Columbia high school de Maplewood et pratique la boxe et le baseball. Il abandonne la boxe pour monter sur scène. 
Il étudie la comédie à l'université Rutgers et au Franklin & Marshall College où il est membre du Phi Kappa Psi. Après trois ans de service militaire dans l'aviation américaine, il participe au New York Shakespeare Festival.
Il débute à la télévision dans deux soap operas : Love of life et The secret storm, puis interprète des personnages plus consistants dans Coronet Blue (en) et la série policière N.Y.P.D. (en).

### Carrière
En 1971, à près de quarante ans, c'est avec le rôle du détective Buddy Russo, équipier de Gene Hackman dans French Connection de William Friedkin, que Roy Scheider accède enfin à la reconnaissance du public.
Dès lors, il parcourt les années 1970 en tournant dans les films les plus marquants de cette décennie. Sa présence, à la fois virile et élégante, en fait l’une des figures incontournables du cinéma hollywoodien de l'époque, notamment dans le rôle de Chef Brody (son rôle le plus célèbre) dans Les Dents de la mer (1975) de Steven Spielberg. Il incarne aussi le double de Bob Fosse dans Que le spectacle commence (All That Jazz). Il achève la décennie avec cette œuvre fellinienne qui décroche la Palme d’or à Cannes en 1980, ex æquo avec Kagemusha d’Akira Kurosawa. 
À côté de ces classiques du cinéma des années 1970, notons d’autres œuvres passionnantes dans lesquelles tourna Roy Scheider : Portrait d'une enfant déchue de Jerry Schatzberg, Klute d’Alan J. Pakula, Un homme est mort de Jacques Deray, Marathon Man de John Schlesinger et le méconnu Convoi de la peur de William Friedkin dans lequel il reprend le rôle d’Yves Montand dans Le Salaire de la peur.
Ayant refusé le rôle principal de Michael Vronsky dans Voyage au bout de l'enfer (pour cause de « mésentente créative » : Roy Scheider jugeait irréaliste que quelqu'un fasse la moitié d'un tour du monde pour aller chercher un ami), mais étant toujours sous contrat avec la Universal pour deux autres films, Roy Scheider se voit proposer le rôle principal des Dents de la mer 2 en 1978 pour solde de tous comptes avec Universal (contrat du type one-for-two films). Il accepte, pour se libérer du contrat avec Universal.
Dans cette suite, il approfondit remarquablement le personnage de Martin Brody et rend palpables les névroses et traumatismes subis dans le premier volet par ce personnage, que sa quête obsessionnelle du requin transforme en individu isolé en proie à de brusques accès de violence.
Durant cette même décennie, il reçoit deux nominations aux Oscars : Meilleur second rôle masculin dans French Connection et Meilleur acteur masculin pour Que le spectacle commence.
Il retourne au théâtre pendant les années 1980, jouant notamment avec succès plusieurs pièces d'Harold Pinter. De cette période, on retiendra également son rôle dans Paiement cash en 1986.
En 2007, il est le narrateur du documentaire-fleuve : The Shark Is Still Working (en). D’une durée de 180 minutes, le film revient sur la conception et l’impact culturel du film Les Dents de la mer de Spielberg.

### Engagements
Bien qu'il n'en ait jamais fait publiquement état, Roy Scheider est un citoyen engagé, qui n'hésite notamment pas en 2003 à participer à plusieurs rassemblements d'opposants à la guerre d'Irak, dont un réunissant plus de 100 000 activistes dans les rues de New York.

### Vie privée et mort
Roy Scheider a été marié deux fois et a eu trois enfants.[réf. souhaitée]
Il meurt le 10 février 2008 à l'âge de 75 ans, des suites d'une infection au staphylocoque.

## Le Convoi de la peur
Le Convoi de la peur (Sorcerer) est une nouvelle adaptation du roman de Georges Arnaud : Le Salaire de la peur, déjà porté à l’écran par Henri-Georges Clouzot en 1952. Le film fut tourné en 1977 par William Friedkin, avec Roy Scheider, Francisco Rabal, Bruno Cremer et Amidou. La musique du film fut composée par le groupe allemand Tangerine Dream, dont ce fut le premier travail pour Hollywood.
Après l’échec de Police Puissance 7, Le Convoi de la peur aurait dû faire de Roy Scheider une star à part entière. Mais après un tournage chaotique (à cause des crises répétées d’un cinéaste mégalomane qui multiplie les brouilles avec l’équipe technique et les dirigeants du studio), le film est un désastre commercial sans appel, massacré par les critiques. Mais il fut surtout pénalisé par la sortie concomitante d'un film qui deviendra célèbre : Star Wars. Après seulement une semaine d'exploitation, le film de Friedkin disparaît pour laisser toute la place à la saga de George Lucas.
Scheider juge, pour sa part, que l’élimination de séquences où son personnage se lie d’amitié avec un petit enfant porte gravement préjudice à l’image que son personnage dégage dans le film. Il ne pardonnera jamais à Friedkin ce remontage et refusera de commenter le film, et cela jusqu’à sa mort.
Grâce à l’explosion du marché de la vidéo dans les années 1980, le film devient rapidement « culte » pour bon nombre de cinéphiles. Il est aujourd'hui cité par William Friedkin comme son film préféré et reste classé par Roger Ebert comme l’un des dix meilleurs films américains de l’année 1977.

## Filmographie

### Cinéma

#### Années 1960
- 1964 : The Curse of the Living Corpse de Del Tenney : Philip Sinclair
- 1968 : Paper Lion d'Alex March : (Non crédité)
- 1969 : Stiletto de Bernard L. Kowalski : Bennett

#### Années 1970
- 1970 : Loving d'Irvin Kershner : Skip Geiser
- 1970 : Portrait d'une enfant déchue (Puzzle of a Downfall Child) de Jerry Schatzberg : Mark
- 1971 : Klute d'Alan J. Pakula : Frank Ligourin
- 1971 : French Connection (The French Connection) de William Friedkin : l'inspecteur Buddy « Cloudy » Russo
- 1972 : L'Attentat d'Yves Boisset : Michael Howard
- 1972 : Un homme est mort de Jacques Deray : Lenny
- 1973 : Police Puissance 7 (The Seven-Ups) de Philip D'Antoni : Buddy Manucci
- 1975 : Sheila Levine Is Dead and Living in New York de Sidney J. Furie : Sam Stoneman
- 1975 : Les Dents de la mer (Jaws) de Steven Spielberg : le chef de la police Martin Brody
- 1976 : Marathon Man de John Schlesinger : Henry "Doc" Levy
- 1977 : Le Convoi de la peur (Sorcerer) de William Friedkin : Jackie Scanlon / "Juan Dominguez"
- 1978 : Les Dents de la mer, 2e partie (Jaws II) de Jeannot Szwarc : le chef de la police Martin Brody
- 1979 : Meurtres en cascade (Last Embrace) de Jonathan Demme : Harry Hannan
- 1979 : Que le spectacle commence (All That Jazz) de Bob Fosse : Joe Gideon

#### Années 1980
- 1982 : La Mort aux enchères (Still of the Night) de Robert Benton : le docteur Sam Rice
- 1983 : Tonnerre de feu (Blue Thunder) de John Badham : l'officier de police Frank Murphy
- 1984 : 2010 : l'année du premier contact (2010 : The Year We Made Contact) de Peter Hyams : le professeur Heywood R. Floyd
- 1985 : Mishima (Mishima : A Life in 4 Chapters) de Paul Schrader : le narrateur (voix-off)
- 1986 : The Men's Club de Peter Medak : Cavanaugh
- 1986 : Paiement cash (52 Pick-Up) de John Frankenheimer : Harry Mitchell
- 1989 : Cohen and Tate (en) d'Eric Red : Cohen
- 1989 : Une chance pour tous (Listen to Me) de Douglas Day Stewart : Charlie Nichols
- 1989 : Meurtres en nocturne (Night Game) de Peter Masterson : Mike Seaver

#### Années 1990
- 1990 : La Quatrième Guerre (The Fourth War) de John Frankenheimer : le colonel Jack Knowles
- 1990 : La Maison Russie (The Russia House) de Fred Schepisi : Russell
- 1991 : Le Festin nu (Naked Lunch) de David Cronenberg : le docteur Benway
- 1993 : Romeo Is Bleeding de Peter Medak : Don Falcone
- 1997 : The Definite Maybe de Sam Sokolow et Rob Lobl : Eddie Jacobson
- 1997 : Pleins feux sur le président (Executive Target) de Joseph Merhi : le président Carlson
- 1997 : La Fuite de Plato (Plato's Run) de James Becket : Alexander Senarkian
- 1997 : Les Enragés (The Rage) de Sidney J. Furie : John Taggart
- 1997 : Back Home (The Myth of Fingerprints) de Bart Freundlich : Hal
- 1997 : État d'urgence (The Peacekeeper) de Frédéric Forestier : le président Robert Baker
- 1997 : L'Idéaliste (The Rainmaker) de Francis Ford Coppola : Wilfred Keeley
- 1998 : The White Raven d'Andrew Stevens et Jakub Z. Rucinski : Tom Heath
- 1998 : Sécurité maximum (Evasive Action) de Jerry P. Jacobs : Enzo Marcelli
- 1998 : Better Living de Max Mayer : Tom

#### Années 2000
- 2000 : Falling Through de Colin Bucksey : Earl
- 2000 : The Doorway de Michael B. Druxman : le professeur Lamont
- 2000 : Daybreak, le métro de la mort (Daybreak) de Jean Pellerin : Stan Marshall
- 2001 : Time Lapse de David Worth : l'agent spécial La Nova
- 2002 : Love Thy Neighbor de Nick Gregory : Fred
- 2002 : Texas 46 de Giorgio Serafini : le colonel Gartner
- 2002 : Les anges ne dorment pas (Angels Don't Sleep Here) de Paul Cade : Harry S. Porter
- 2003 : Red Serpent de Gino Tanasescu : Hassan, le "Serpent Rouge"
- 2003 : Citizen Verdict de Philippe Martinez : Bull Tyler
- 2003 : Dracula II: Ascension de Patrick Lussier : le cardinal Siqueros
- 2004 : The Punisher de Jonathan Hensleigh : Frank Castle Senior
- 2005 : Dracula III: Legacy de Patrick Lussier : le cardinal Siqueros
- 2006 : Last Chance de Lee Greenberg : Cumberland
- 2007 : The Poet de Damian Lee : le rabbin
- 2007 : If I Didn't Care de Ben Cummings et Orson Cummings : Linus
- 2008 : Blood Bride : Les Noces de sang de David O'Malley : Sam
- 2009 : Iron Cross (en) de Joshua Newton : Joseph (Le film a été terminé et distribué après le décès de l'acteur.)

### Télévision
- 1962 : The Edge of Night : Kenny
- 1965 : Love of Life : Jonas Falk
- 1966 : Lamp at Midnight
- 1967 : The Secret Storm : Bob Hill #1
- 1971 : Cannon : Dan Bowen
- 1972 : To Be Young, Gifted, and Black
- 1972 : Un dangereux rendez-vous : Jake Webster
- 1983 : Le Prisonnier (Jacobo Timerman: Prisoner Without a Name, Cell Without a Number) : Jacob Timerman
- 1983 : Tiger Town : Billy Young
- 1990 : Somebody Has to Shoot the Picture (en) : Paul Marish, Photographe
- 1993 : Wild Justice : Peter Stride
- 1995 : SeaQuest, police des mers (SeaQuest DSV) : Capt. Nathan Bridger
- 1997 : Money Play$ : Johnny Tobin
- 1999 : Le Septième Papyrus (The Seventh Scroll) : Grant Schiller
- 1999 : RKO 281 : La Bataille de Citizen Kane : George Schaefer
- 2000 : Priorité absolue (Chain of Command) : Président Jack Cahill
- 2001 : Le Septième Papyrus :
- 2001 : La Dernière Rivale (Diamond Hunters) : Jacobus Van der Byl
- 2002 : King of Texas : Henry Westover
- 2002 : New York 911 (Third Watch) : Fyodor Chevchenko
- 2006 : New York, section criminelle, saison 6, épisode 21 : Mark Ford Brady

## Voix françaises
| - Jacques Thébault (*1924 - 2015) dans : - Les Dents de la mer (1er doublage) - Le Convoi de la peur - Les Dents de la mer 2 - Paiement cash - La Maison Russie - Le Festin nu - Romeo Is Bleeding - L'Idéaliste - Serge Lhorca (*1918 - 2012) dans : - Klute - French Connection - Un dangereux rendez-vous (téléfilm) - Tonnerre de feu - The Men's Club - Marc Cassot (*1923 - 2016) dans : - Wild Justice (téléfilm) - SeaQuest, police des mers (série télévisée) - RKO 281 : La Bataille de Citizen Kane (téléfilm) - New York 911 (série télévisée) | - Marcel Guido dans : - Meurtres en cascade - Dracula II : Ascension - Richard Darbois dans : - 2010 : L'Année du premier contact - Mort dans l'objectif (téléfilm) et aussi - Jean-Claude Balard (*1935 - 2022) dans Stiletto - Claude Joseph (*1926 - 1995) dans Cannon (série télévisée) - Pierre Vaneck (*1931 - 2010) dans Un homme est mort - Marc de Georgi (*1931 - 2003) dans Police Puissance 7 - Gabriel Cattand (*1923 - 1997) dans Marathon Man - Francis Lax (*1930 - 2013) dans Que le spectacle commence - Patrick Floersheim (*1944 - 2016) dans La Mort aux enchères - Jacques Deschamps (*1931 - 2001) dans Les Tigres (téléfilm) - Roger Rudel (*1921 - 2008) dans Meurtres en nocturne - Joël Martineau dans Les Dents de la mer (2e doublage) - Pierre Dourlens dans The Punisher |